# TV Eresloch
TV Eresloch is een Nederlandse tennisvereniging uit Eersel. De vereniging is opgericht in 1970.
TV Eresloch telt ongeveer 770 leden (2009). Het merendeel van de leden tennist op recreatief niveau. Het tennispark aan de Mortel in Eersel beschikt over een clubhuis en tien smashcourtbanen, waarvan er acht zijn voorzien van een lichtinstallatie.